# Bring the Noise (Regno Unito)
Bring the Noise è stato un programma televisivo britannico, trasmesso in prima serata dal 22 ottobre 2015 al 10 dicembre 2015 su Sky 1, prodotto dalla Twenty Six 03 e condotto da Ricky Wilson. Il 7 aprile 2016, Sky 1 annunciò che, a causa dei bassi ascolti, il programma non sarebbe stato rinnovato per una seconda stagione. Nel 2016 viene prodotta una versione italiana, condotta da Alvin e in onda dal 28 settembre su Italia 1.

## Format
In ogni episodio, due squadre di tre concorrenti, capeggiate da Tinie Tempah e Nicole Scherzinger, prendono parte a vari giochi di carattere musicale.

## Edizioni
| Edizione | Inizio          | Fine             | Puntate | Presentatore | Telespettatori | Share |
| -------- | --------------- | ---------------- | ------- | ------------ | -------------- | ----- |
| 1        | 22 ottobre 2015 | 10 dicembre 2015 | 8       | Ricky Wilson |                |       |